# Scomberomorus regalis
Scomberomorus regalis е вид бодлоперка от семейство Scombridae. Видът не е застрашен от изчезване.

## Разпространение
Разпространен е в Американски Вирджински острови, Ангуила, Антигуа и Барбуда, Аруба, Барбадос, Бахамски острови, Белиз, Бермудски острови, Бонер, Бразилия, Британски Вирджински острови, Венецуела, Гваделупа, Гвиана, Гренада, Доминика, Доминиканска република, Кайманови острови, Колумбия, Куба, Кюрасао, Мартиника, Мексико, Монсерат, Никарагуа, Пуерто Рико, Саба, САЩ, Свети Мартин, Сейнт Винсент и Гренадини, Сейнт Китс и Невис, Сейнт Лусия, Сен Естатиус, Синт Мартен, Суринам, Тринидад и Тобаго, Търкс и Кайкос, Френска Гвиана, Хаити и Ямайка.